# Európai vörösfenyő

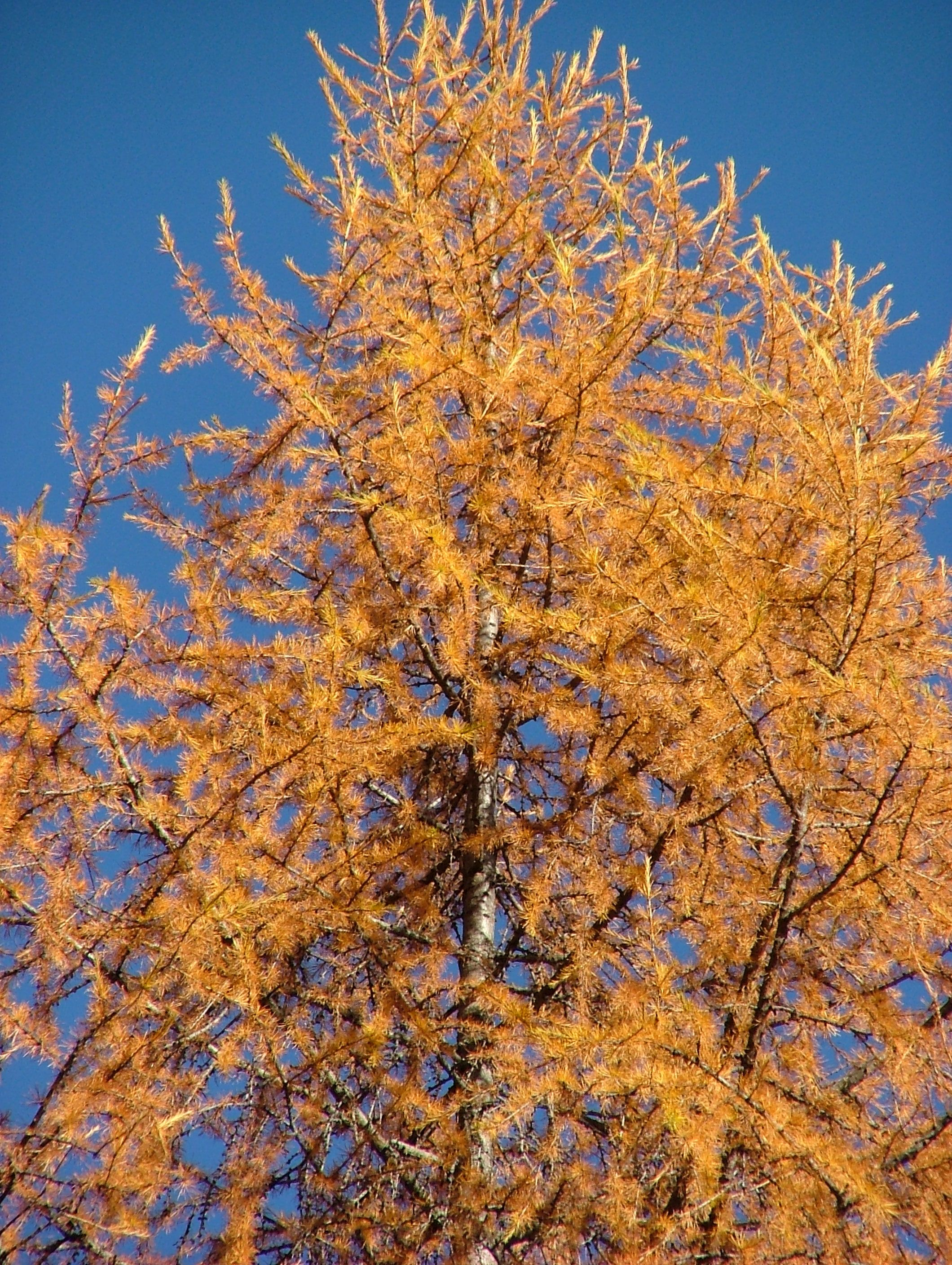
Európai vörösfenyő ősszel
(Olaszország, Dolomitok

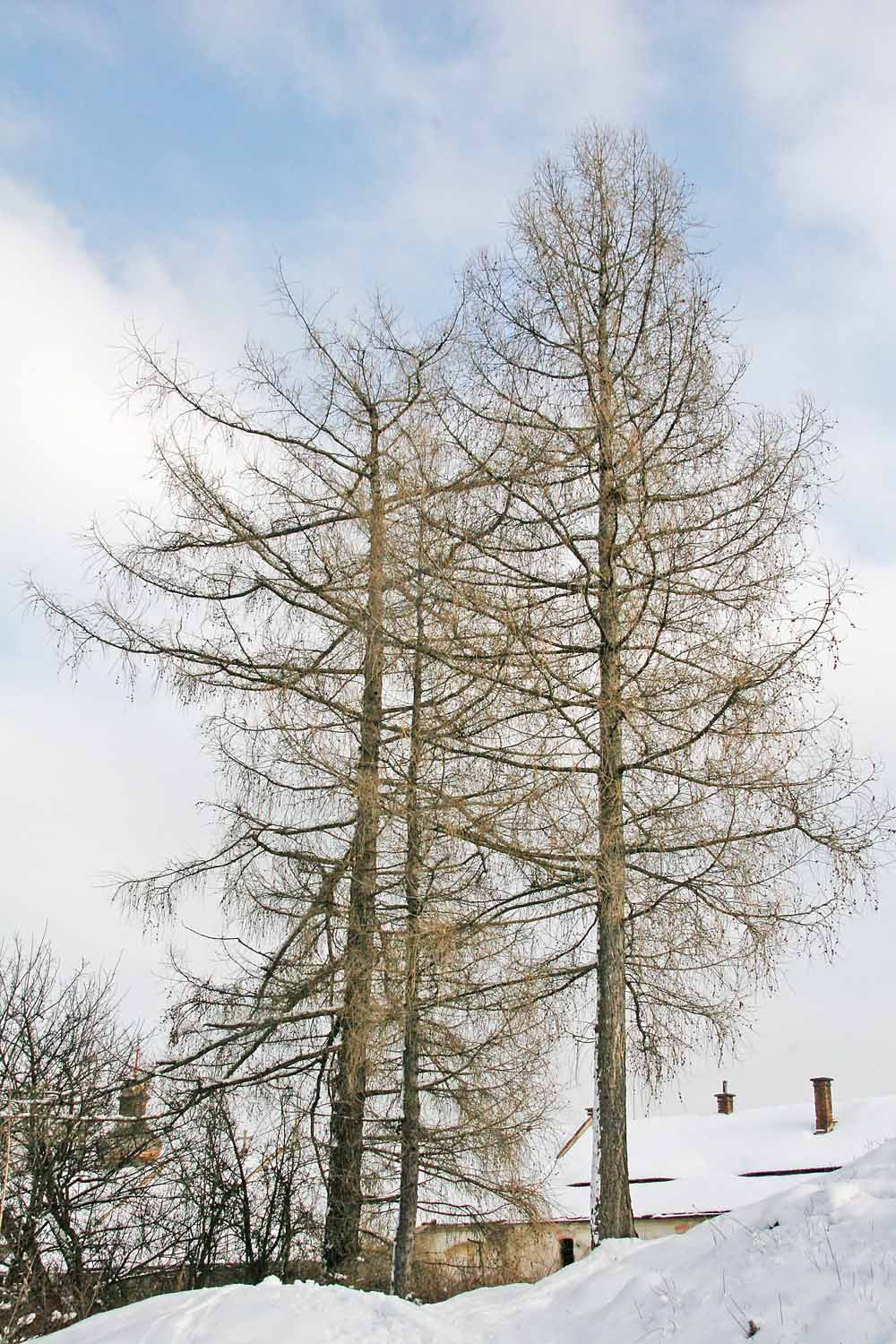
Közönséges vörösfenyők télen

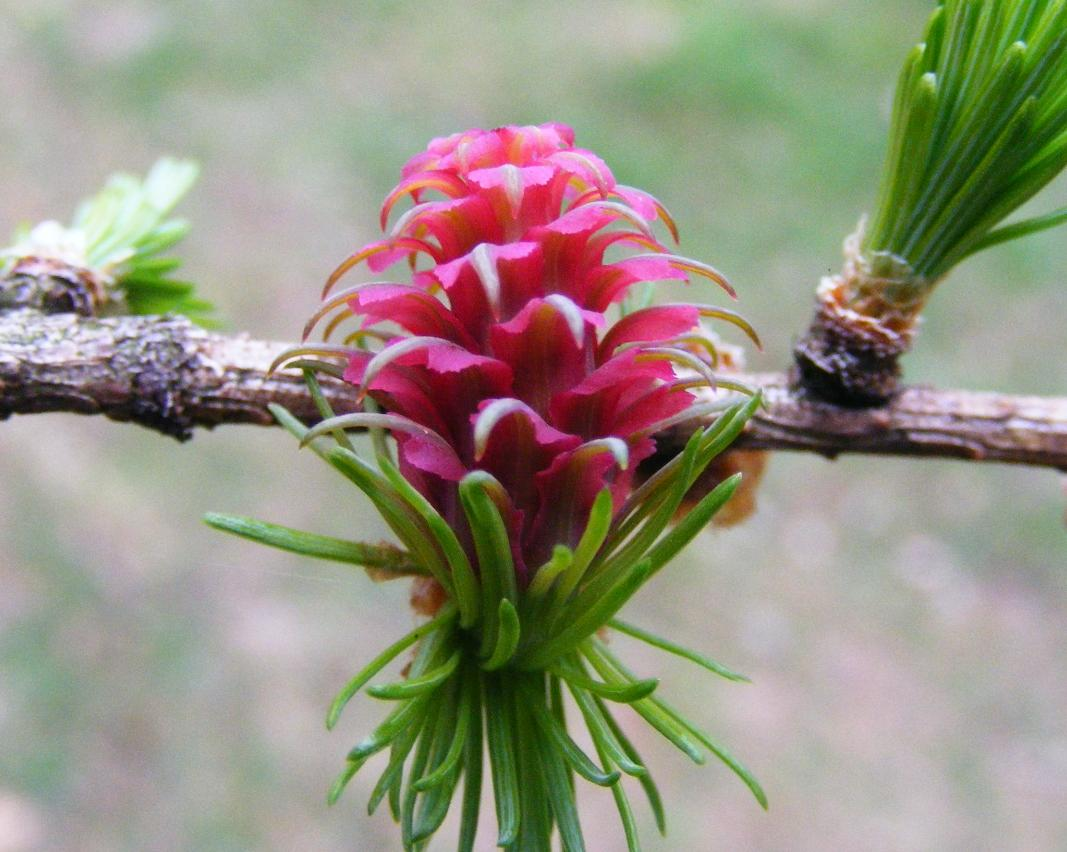
Európai vörösfenyő tűcsomói,
bíborvörösen ragyogó porzós és termős fiatal virága

Az európai vörösfenyő vagy közönséges vörösfenyő (Larix decidua) az egyetlen lombhullató közép-európai fenyőfaj. Nevét bíborvörösen ragyogó termős virágzatáról kapta.

## Elterjedése, élőhelye
Főleg a Középső-Alpokban, a felső erdőhatáron nő. Fő elterjedési területe Bécs környékéig nyúlik. Nyugat felé a Rhône völgyéig jut, de ott már csak foltokban tűnik fel. A Szudéták keleti részén, a Magas-Tátrában, a Keleti-Kárpátokban és a Lengyel-alföldön is honos, így eredeti termőhelye:
- Ausztria,
- Csehország,
- Franciaország,
- Lengyelország,
- Liechtenstein,
- Németország,
- Olaszország,
- Románia;
- Svájc,
- Ukrajna.

Értékes faanyaga miatt a 16. század óta sokfelé telepítették és telepítik.
Magyarországon összefüggő állománya sehol sincs, de szórvány-, illetve elegyfái természetesek a Dunántúl nyugati szélén, sőt, a Bakonyban is. Nagyobb számban nő a Szudétákban, a magasabb kárpáti havasokban és a kelet-lengyel hátságokon. Az alhavasi öv, a felső fahatár növénye; ritkás fái sziklákon boróka- és rododendron-gyepekből, törpefenyvesekből magasodnak ki; gyakran társul a havasi cirbolyához (Pinus cembra) is.

## Megjelenése, felépítése
A magas övben akár a tövéig ágas, állományban viszont magasra (25–35 m) nő és felkopaszodik. Kedvező termőhelyen magassága elérheti az ötven, törzsének átmérője a másfél métert. A fiatal fa kérge szürkéssárga, szürke és sima, később rózsás árnyalatúvá válik, mélyen berepedezik és pikkelyes, majd lapos táblákra felhasadozik. Ez a kívül szürkésbarna, belül vöröses-ibolyás héjréteg akár 10 cm vastag is lehet. Szíjácsa keskeny, világos sárgásbarna, a sok gyantát tartalmazó, szívós geszt barnásvörös; idővel tovább sötétedik.
Koronája eleinte keskeny kúp alakú, majd némileg ellaposodik. Ágai sűrűn (a fa idősebb korábban ritkásabban), közel szabályos örvökben nőnek, az örvök között néhány további, csaknem vízszintes, vagy kissé felfelé hajló ággal. A fiatal ágak felfelé törnek és (az ágvégeken már csaknem függőlegesen) felívelnek, az idősebbek lecsüngőek, csak a végük emelkedik fel. Törpehajtásokkal tagolt vesszői hosszan lecsüngenek.
A fiatal hajtások szalmasárgák vagy világosbarnák, az érett vesszők sárgásbarnák. A hosszúhajtásokon fejlődő tűlevelek spirálisan, sűrűn, de magánosan, a két- vagy többéves törpehajtásokon növők összetorlódva, csomókban nőnek, egy-egy csomóban 15–40 levéllel. Az 1–3 cm hosszú, 0,5–0,9 mm széles tűlevelek laposak, szálasak, lágyak; alsó felükön két keskeny, világos sáv húzódik végig. A levelek csúcsa tompa (vagy röviden kihegyezett). Szélük ép, színük világoszöld; ősszel megsárgulnak és lehullanak. Levélnyelük nincs; a levélalap szélesen csatlakozik a hajtáshoz. A levelek fonákján két, világosabb sávban gázcserenyílások sorakoznak.
Virágai az egyéves vesszőkön, törpehajtásokon nyílnak. A termő tobozvirágzat a fellevelektől (brakteáktól) „tollas” benyomás kelt és kárminvörös, a porzós barkavirágzat alig 1 cm-es, sárga (nagyobb rügyeikről már télen felismerhetők). A porzólevél nyele rövid, lemeze pikkelyszerű; a csúcs kissé felkunkorodik. Fonákján két pollenzsák fejlődik ki.
A felálló, 1,5–5 cm-es, élénk sötétpiros termős virágok általában a 3 éves törpehajtásokon nőnek, szórtan elhelyezkedő, meddő fedőpikkelyekből és eleinte igen apró termőpikkelyekből állnak. A fedőpikkelyek vége egyenes vagy kissé hajlott, a kifejlett termőpikkelyeknél jóval rövidebbek. Egy-egy termőpikkelyen két magkezdemény nő.
A sötétbarna, kb. 3×2 cm-es, kúpos vagy hengeres toboz kerekded, egymásra boruló, finom, hosszanti irányban sávozott, nem feltűnően begöngyölődő, lekerekedő vagy kissé kicsípett csúcsú, nyúlt háromszögletű pikkelyei (40–50 db) a termőpikkelyekből fejlődnek ki. A beérett toboz az ágon marad, és csak egy-két év múlva, azzal együtt hullik le.
3–4,5 mm hosszú magvai háromszögletűek, világosbarnák, rajtuk 5–6 mm széles szárnyacska nő.

## Életmódja
Jóformán bármilyen talajon megél, de a sok tápanyagot tartalmazó, kötött (agyagos–vályogos) talajt jobban kedveli, mint a homokost. Sziklás, meredek lejtőkön alacsony marad. Az összes fenyőfaj közül az európai vörösfenyő párologtatja a legtöbb vizet, ezért csapadékos környezetre van szüksége – de egyúttal sok fényre is, tehát a beárnyékolást nem tűri. A párás levegőt kedveli. Kedvező körülmények között fiatalon nagyon gyorsan nő; akár évi 100–150 cm-t is (Józsa). Természetes élőhelye az alhavasi övben és a sziklás völgyekben van. Jellemző növénytársulása a cirbolyás vörösfenyves.
Télen sem való száraz, meleg helyre. Az árnyékot, a gyakori ködöt, a füstgázokat nem tűri, ezért nagyvárosokban rosszul fejlődik. A téli fagyokat jól viseli.
Március-áprilisban virágzik; késő ősszel, a fagyok beállta után hullatja le leveleit, amelyek igen kedvezően hatnak a talajra, előkészítve azt az igényesebb fenyőfélék (lucfenyő, cirbolyafenyő) telepítéséhez. Ezért az erdőgazdálkodásban pionír fajnak tekintik.
Magvai már az első évben, szeptember-október táján beérnek, és még a télen le is hullanak – tobozai azonban csak 5–10 év múlva hullanak le, többnyire a gallyakkal együtt. A magvak nyugalmi állapota 4–5 hetes, utána akár 4–5 évig is csíraképesek maradnak.
Európa legöregebb vörösfenyői Svájcban, a Rhône völgyének egyik déli mellékvölgyében élnek a Sion városától nyugatra található Isérables település határában; becsült koruk ezer év. Kedvező termőhelyen nem ritkák a 600–800 éves példányok. Hazánk legidősebb vörösfenyője a zirci Arborétumban él, és alig százhetven éves. Törzsének kerülete 290 centiméter, magassága 32 méter. Ennél nagyobb termetű a Bélapátfalván növő fa. Ez alig százéves és magassága is csak húsz méter, de törzsének kerülete 432 centiméter.

## Felhasználása
Mint a többi vörösfenyőé. Az összes, Európában őshonos fenyő közül a vörösfenyő fája a legkeményebb és legtartósabb. A Magyarországon dísznövényként forgalmazott vörösfenyők elsöprő többsége európai vörösfenyő.

## A kultúrában
Többfelé is a boszorkányoktól védő erőt tulajdonítottak neki, ezért német nyelvterületen április 30-án hagyományosan vörösfenyőgallyakkal, úgynevezett „boszorkányseprűkkel” díszítették fel az ajtókat és az ablakokat. A délszlávok vörösfenyőkérget akasztanak gyermekeik nyakába, hogy az megvédje őket a gonosz tekintetektől.
Tirolban úgy vélik, hogy a fogfájás örökre elmúlik, ha a kihúzott fogat egy vörösfenyő árnyékos oldalán elássák.

## Alfajok, változatok
Mivel a vörösfenyő termőterülete kisebb-nagyobb foltokból áll (nem összefüggő); több alfaját különböztetik meg. A kertészetekben számos nemesített, illetve hibrid változata kapható különféle fantázianeveken:
- Larix decidua ’Alba’,
- Larix decidua ’Cervicornis’,
- Larix decidua ’Compacta’,
- Larix decidua ’Conica’,
- Larix decidua ’Corley’,
- Larix decidua ’Curvifolia’,
- Larix decidua ’Fastigiata’,
- Larix decidua ’Flore alba’,
- Larix decidua ’Glauca Lombarts’,
- Larix decidua ’Globus’,
- Larix decidua ’Grott’,
- Larix decidua ’Harz’,
- Larix decidua ’Hexenbodele’,
- Larix decidua ’Jackman’s Weeping’,
- Larix decidua ’Julian’s Weeper’,
- Larix decidua ’Kalous’,
- Larix decidua ’Karsten’,
- Larix decidua ’Kazbal’,
- Larix decidua ’Kellermannii’,
- Larix decidua ’Kornik’,
- Larix decidua ’Krejci’,
- Larix decidua ’Langfenn’,
- Larix decidua ’Laxa’,
- Larix decidua ’Little Bogle’,
- Larix decidua ’Lombarts’,
- Larix decidua ’Mit Drehwuchs’,
- Larix decidua ’Multicaulis’,
- Larix decidua ’Nana’,
- Larix decidua ’Nukmitz’,
- Larix decidua ’Oberfoerster Karsten’,
- Larix decidua ’Paula’,
- Larix decidua ’Pendula’,
- Larix decidua ’Pendulina’,
- Larix decidua ’Pesek’,
- Larix decidua ’Puli’,
- Larix decidua ’Pyramidalis’,
- Larix decidua ’Repens’,
- Larix decidua ’Rittner Horn’,
- Larix decidua ’Solden’,
- Larix decidua ’Steinplatte’,
- Larix decidua ’Tortuosa’,
- Larix decidua ’Tuskó’,
- Larix decidua ’Varied Directions’,
- Larix decidua ’Viminalis’,
- Larix decidua ’Virgata’.
- Larix decidua var. polonica[1] (Wóycicki) Ostenf. & Syrach – ritka alfaj; a Vörös Listán B1+2c minősítéssel.
- Larix x eurolepis – a japán vörösfenyővel, parkokban kialakult hibridje. Megjelenése a két törzsfaj közötti, átmeneti jellegű.